# Domus Flavia

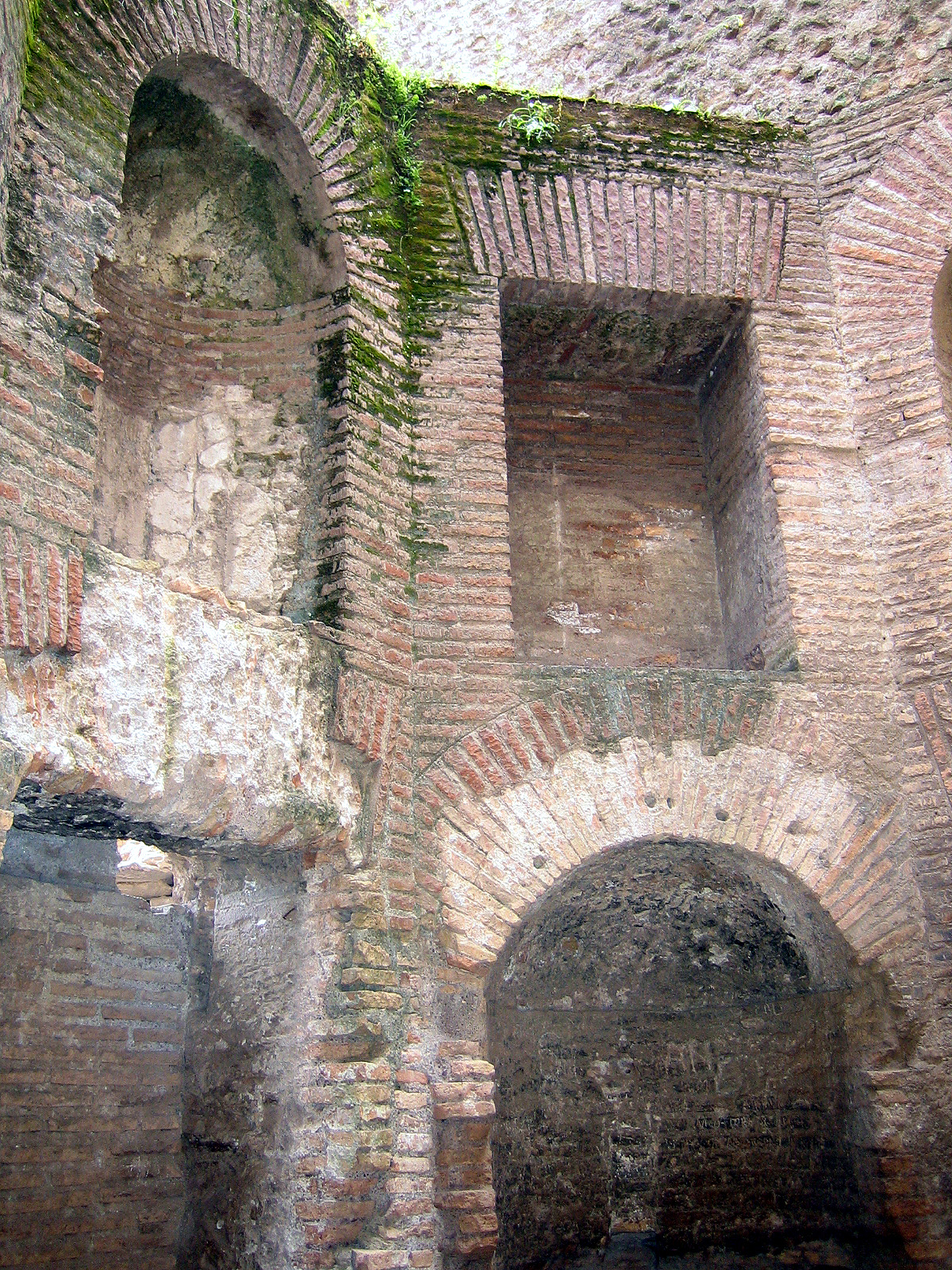
Sala ottogonale in den Ruinen der Domus Flavia.

Als Domus Flavia („flavisches Haus“) wird ein Teil des flavischen Kaiserpalastes auf dem Palatin in Rom bezeichnet, der maßgeblich unter Kaiser Domitian Ende des 1. Jahrhunderts angelegt wurde. Zu dem Palast gehörten noch die heute als Domus Flavia, Gartenstadion und Domus Severiana bezeichneten Gebäudeteile. Die Unterteilung des Palastes und dessen Benennungen sind forschungsgeschichtlich bedingt, es handelt sich dabei weder um in der antike genutzte Bezeichnungen, noch um Entwicklungsabschnitte oder abgeschlossene Palastteile. Große Teile aufgehenden Ziegelmauerwerkes sind bis heute erhalten und prägen die Stadtlandschaft Roms bis heute.

## Beschreibung

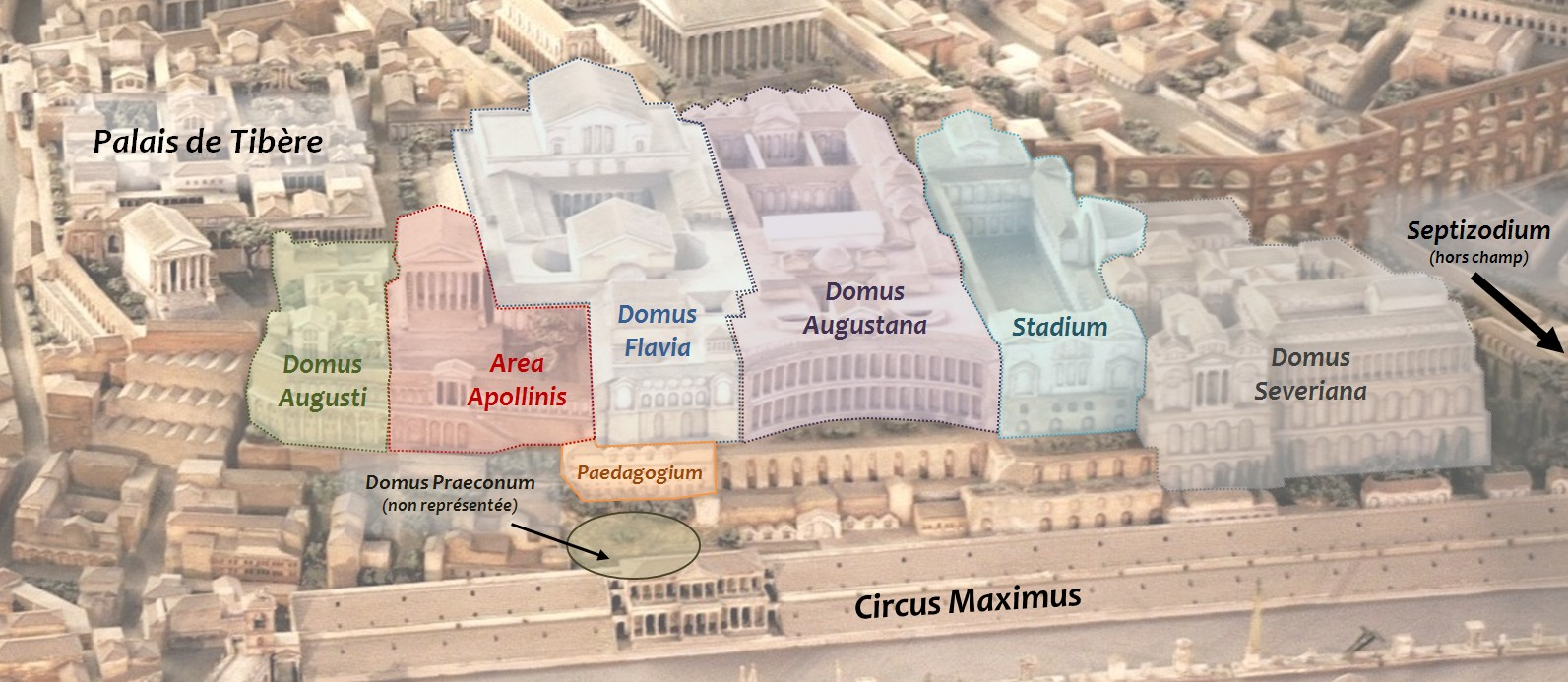
Die Bauten auf dem Palatin

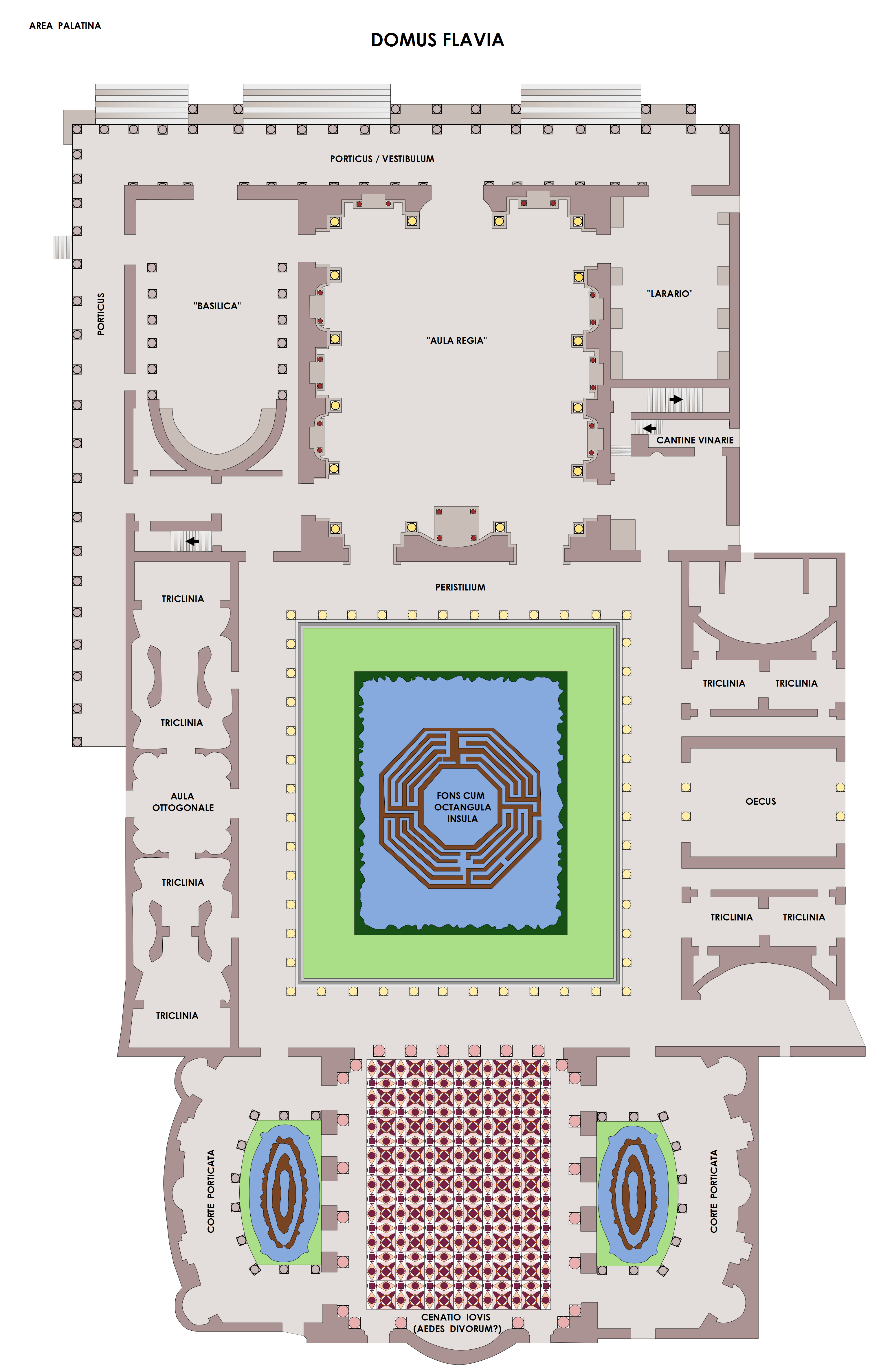
Plan der Domus Flavia

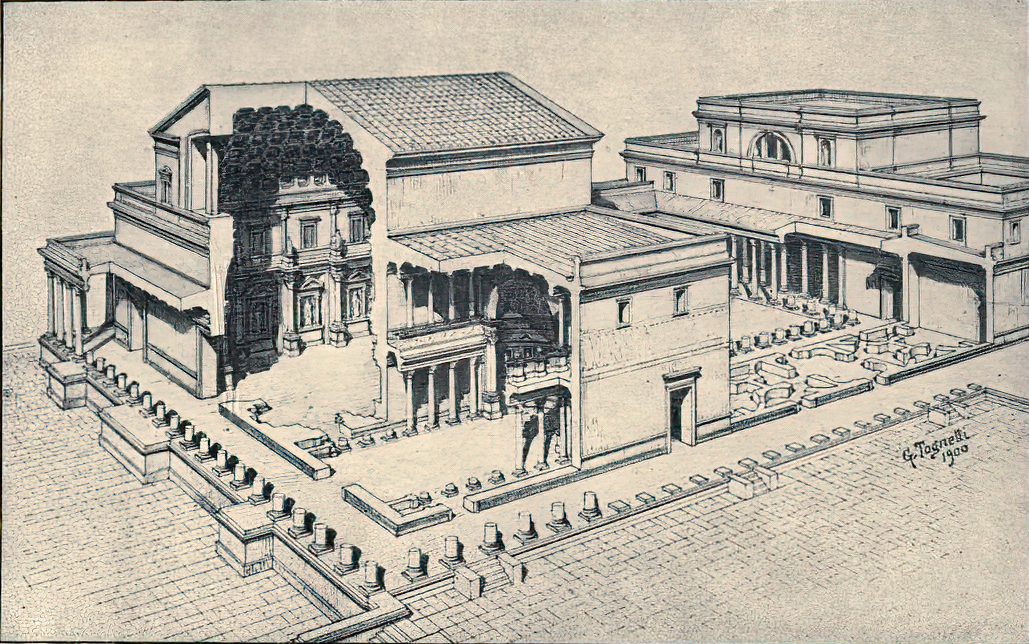
Rekonstruktion der Domus Flavia (von G. Tognetti um 1900)

In dem als Domus Flavia bezeichneten Abschnitt des flavischen Kaiserpalastes befanden sich vor allem repräsentative Räume, die entsprechend prunkvoll ausgestattet waren. Die kaiserlichen Wohngemächer befanden sich überwiegend in dem heute als Domus Augustana bezeichneten Abschnitt des Palastes.
Auf der Nordseite dem Bauwerk vorgelagert befand sich eine Terrasse, auf der sich der Kaiser der Bevölkerung zeigen konnte. Dahinter liegen nebeneinander Basilika, Aula Regia und Lararium.
Auf der westlichen Seite liegt die dreischiffige Basilika, die vermutlich für Gerichtsverhandlungen oder Verwaltungsangelegenheiten diente.
In der Mitte befindet sich die Aula Regia, mit 30 × 39 Metern der größte der Räume. Die Aula Regia war seinerzeit mit Marmor verkleidet und reich geschmückt, die Säulen waren aus phrygischem Marmor. An der dem Eingang gegenüberliegenden Seite befand sich eine Apsis, in der sich der Sitz des Kaisers befand. Vor dem Eingang standen bis zum 18. Jahrhundert zwei kolossale Statuen des Dionysos und des Herakles aus grünem Basalt.
Der sich östlich anschließende kleine Raum wird als Lararium bezeichnet. Von ihm aus gelangte man über eine Treppe zur Domus Augustana.
Hinter der Aula Regia schloss sich ein großzügiges Peristyl an, dahinter lag das Triclinium, der Speisesaal mit Blick auf das Peristyl und die beiden seitlich anliegenden elliptischen Brunnenanlagen (Nymphäen). Hinter dem Triclinium gelangte man über einen Säulengang zu zwei Räumen mit Apsiden, in denen man eine griechische bzw. lateinische Bibliothek vermutet.
Von den Räumen sind heute Reste der Basilika, der Aula regia, des sogenannten Larariums und des Tricliniums erhalten.

## Geschichte
Der Neubau war durch einen Brand notwendig geworden, nicht den bekannten Brand Roms unter Nero im Jahr 64, sondern ein ebenfalls verheerendes, drei Tage dauerndes Feuer im Jahr 80, dem sowohl die Domus Transitoria Neros als auch die Domus Tiberiana zum Opfer fielen. Um eine ebene Fläche für das ausgedehnte Bauprojekt (Domus Flavia, Domus Augustana und palatinisches Stadion) zu gewinnen, wurde die Senke zwischen den beiden Gipfeln des Palatin verfüllt, wodurch Reste einiger älterer Gebäude (Haus des Greifen, Isis-Aula, Reste der Domus Transitoria Neros) relativ gut erhalten blieben.